# Kuzmice (district de Trebišov)
Kuzmice (hongrois : Kozma) est un village de région de Košice en Slovaquie, dans la région de Zemplín.

## Géographie

### Transport
Gare entre Košice et Čierna nad Tisou (Ligne 190)

### Microrégion
Kuzmice fait partie depuis 2007 de la microrégion de Roňava. les autres villages faisant partie de la microrégion sont Brezina, Byšta, Čeľovce, Egreš, Kazimír, Lastovce, Luhyňa, Michaľany (siège), Nižný Žipov, Slivník, Stanča, Veľaty et Zemplínska Nová Ves. Le nom Roňava provient de la rivière homonyme affuente du Bodrog.

## Histoire
Première mention écrite du village en 1270.

## Démographie

### Évolution de la population
| Année:               | 1994. | 2004.    | 2014.   | 2024.   |
| -------------------- | ----- | -------- | ------- | ------- |
| Nombre de personnes: | 1404  | 1651     | 1710    | 1744    |
| Différence:          |       | +17,59 % | +3,57 % | +1,98 % |

| Année:               | 2023. | 2024.   |
| -------------------- | ----- | ------- |
| Nombre de personnes: | 1732  | 1744    |
| Différence:          |       | +0,69 % |